# The Aviary
The Aviary é segundo álbum, escrito e realizado principalmente pelo duo sueco de música eletrônica de dança Galantis,lançado em 15 de setembro de 2017, por meio de Big Beat Recordse a Atlantic Records.
Juntamente com o anúncio do álbum, também foi anunciado que o single "Rich Boy", que seria excluído da lista de faixas do álbum e identificado como um não-álbum único. Foi anunciado que o álbum estaria disponível para pré-encomenda em 12 de julho de 2017.

## Singles
Em 1 de abril de 2016, a dupla lançou o single "No Money", que se tornou seu primeiro single para sua estréia no US Billboard Hot 100. Em 5 de agosto de 2016, que lançou o autônomo single "Make Me Feel" para a trilha sonora do Netflix original do filme, XOXO.
Em 30 de setembro de 2016, Galantis e Hook n Sling lançaram o single em colaboração "Love on Me", seguido por um vídeo musical para a faixa em 4 de outubro de 2016, dirigido por Dano Cerny. Em 15 de dezembro de 2016, que lançou um lyric vídeo para "Pilow Fight", que a banda disse: "traz de volta o Galantis original com coração e raízes". Em 16 de fevereiro de 2017, a dupla lançou o single "Rich Boy", juntamente com um lyric vídeo dirigido por We Wrk Wknds. Em 5 de Maio de 2017, a dupla lançou o single "Hunter", para ser acompanhado por um vídeo musical que já foi filmado.

### Singles promocionais
Em 12 de julho de 2017, foi anunciado na mídia social que  o segundo álbum de Galantis  seria intitulado The Aviary, acompanhada pelo lançamento do single promocional intitulado "True Feeling". A faixa "Girls on Boys", uma colaboração com Rozes,foi lançado como segundo single promocional em 1 de setembro de 2017 e foi revelado em 24 de agosto de 2017.

## Lista de faixas
| N.º | Título                       | Compositor(es)                                                                                         | Produtor(es)                                             | Duração |  |
| 1.  | "True Feeling"               | Stephen Wrabel Candy Shields \Christian Karlsson Jimmy Koitzsch Henrik Jonback Linus Eklöw             | Galantis Svidden Jonback                                 | 3:58    |  |
| 2.  | "Hey Alligator"              | Bonnie McKee Johnnie Newman KarlssonKoitzsch Jonback Eklöw                                             | Galantis Svidden Jonback                                 | 3:29    |  |
| 3.  | "Girls on Boys (with Rozes)" | Josh Cumbee Elizabeth Mencel Toby Gad Karlsson Koitzsch Jonback Eklöw Rasmus Cantoreggi Afshin Salmani | Galantis Gad AFSHeeN Cumbee                              | 2:59    |  |
| 4.  | "Salvage (Up All Night)"     | Jason Boyd Karlsson Koitzsch Jonback Eklöw                                                             | Galantis Svidden Jonback Poo Bear                        | 3:17    |  |
| 5.  | "Tell Me You Love Me"        | Sarah Aarons Robert Michael Bergin Eddie Jenkins Karlsson Koitzsch Jonback Eklöw                       | Galantis Throttle Svidden Jonback                        | 3:10    |  |
| 6.  | "Hello"                      | Ross Golan Jacob Kasher Hindlin Ammar Malik Eric Frederic Karlsson \Koitzsch Jonback Eklöw             | Galantis Svidden Jonback                                 | 3:43    |  |
| 7.  | "Hunter"                     | Joshua Wilkinson Ki Fitzgerald Hannah Wilson Karlsson Koitzsch Jonback Eklöw                           | Galantis Svidden Jonback Wilkinson KiFi                  | 3:04    |  |
| 8.  | "Written in the Scars"       | Wrabel Andrew Jackson Drew Pearson Karlsson Koitzsch Jonback Eklöw                                     | Galantis Svidden Jonback Pearson                         | 3:23    |  |
| 9.  | "Call Me Home"               | Wrabel Andrew Jackson Drew Pearson Karlsson Koitzsch Jonback Eklöw                                     | Galantis Svidden Jonback Martin                          | 3:25    |  |
| 10. | "Love on Me"                 | Karlsson Eklöw Koitzsch Jonback Anthony Maniscalco Richard Boardman Sarah Blanchard Laura White        | Galantis Hook N Sling Svidden Jonback                    | 3:25    |  |
| 11. | "Pillow Fight"               | Karlsson Eklöw Koitzsch Jonback Golan                                                                  | Galantis Svidden Jonback                                 | 3:17    |  |
| 12. | "No Money"                   | Karlsson Eklöw Koitzsch Jonback Nicholas Gale Andrew Bullimore                                         | Galantis Svidden Jonback Digital Farm Animals BullySongs | 3:10    |  |

- Faixa 1 recursos não-creditado vocais de Wrabel.
- Faixa 3 características vocais de ROZES.
- Faixa 4 características vocais de Poo Urso.
- Faixa 7 apresenta uncredited vocais de Ana Wilson.
- Faixa 8 características vocais de Wrabel.
- Faixa 10 é uma colaboração com o Hook n Sling e recursos não-creditado voz de Laura Branco e Cathy Dennis.
- Faixa 11 recursos não-creditado vocais de Matthew Koma.
- Faixa 12 recursos não-creditado vocais de Reece Bullimore.